# Кіппейс 2
Кіппейс 2 (англ. Kippase 2) — індіанська резервація в Канаді, у провінції Британська Колумбія, у межах регіонального округу Маунт-Веддінґтон.

## Населення
За даними перепису 2016 року, індіанська резервація нараховувала 228 осіб, показавши зростання на 8,1%, порівняно з 2011-м роком. Середня густина населення становила 1 633,2 осіб/км².
З офіційних мов обидвома одночасно не володів жоден з жителів, тільки англійською — 225. Усього 50 осіб вважали рідною мовою не одну з офіційних, з них усі — одну з корінних мов.
Працездатне населення становило 66,7% усього населення, рівень безробіття — 16,7%.

## Клімат
Середня річна температура становить 8,6°C, середня максимальна – 17,5°C, а середня мінімальна – -0,9°C. Середня річна кількість опадів – 2 113 мм.
| Клімат поселення                              | Клімат поселення | Клімат поселення | Клімат поселення | Клімат поселення | Клімат поселення | Клімат поселення | Клімат поселення | Клімат поселення | Клімат поселення | Клімат поселення | Клімат поселення | Клімат поселення | Клімат поселення |
| Показник                                      | Січ.             | Лют.             | Бер.             | Квіт.            | Трав.            | Черв.            | Лип.             | Серп.            | Вер.             | Жовт.            | Лист.            | Груд.            |                  |
| Середній максимум, °C                         | 7,45             | 8,39             | 9,72             | 11,61            | 14,18            | 16,60            | 17,14            | 17,48            | 15,58            | 12,01            | 8,11             | 5,98             |                  |
| Середня температура, °C                       | 3,25             | 4,21             | 5,53             | 7,43             | 9,98             | 12,41            | 14,56            | 14,89            | 13,00            | 9,42             | 5,52             | 3,40             |                  |
| Середній мінімум, °C                          | −0,93            | 0,01             | 1,34             | 3,24             | 5,80             | 8,23             | 11,98            | 12,29            | 10,41            | 6,83             | 2,93             | 0,80             |                  |
| Норма опадів, мм                              | 276              | 201              | 175              | 140              | 91               | 90               | 58               | 75               | 125              | 265              | 317              | 300              |                  |
| Середньомісячна швидкість вітру, м/с          | 5.49             | 5.07             | 4.61             | 4.28             | 3.90             | 3.69             | 3.50             | 3.31             | 3.45             | 4.37             | 5.24             | 5.31             |                  |
| Середньомісячна сонячна радіація, кДж/м²·день | 2667             | 5230             | 9234             | 13706            | 17668            | 18767            | 19167            | 16213            | 11733            | 6354             | 3127             | 2114             |                  |
| --------------------------------------------- | ---------------- | ---------------- | ---------------- | ---------------- | ---------------- | ---------------- | ---------------- | ---------------- | ---------------- | ---------------- | ---------------- | ---------------- | ---------------- |
| Джерело:                                      |                  |                  |                  |                  |                  |                  |                  |                  |                  |                  |                  |                  |                  |